# Klára Ulrichová
Klára Ulrichová (14 maggio 2004) è una saltatrice con gli sci ceca.

## Biografia
Attiva in gare FIS dal luglio del 2016, la Ulrichová ha esordito in Coppa del Mondo il 23 febbraio 2020 a Ljubno (38ª), ai Campionati mondiali a Oberstdorf 2021, dove si è classificata 36ª nel trampolino lungo, 8ª nella gara a squadre e 8ª nella gara a squadre mista, e ai Giochi olimpici invernali a Pechino 2022, dove si è piazzata 33ª nel trampolino normale e 7ª nella gara a squadre mista; ai Mondiali di Planica 2023 è stata 35ª nel trampolino normale, 30ª nel trampolino lungo e 11ª nella gara a squadre mista e a quelli di Trondheim 2025 si è classificata 10ª nella gara a squadre e 13ª nella gara a squadre mista.

## Palmarès

### Coppa del Mondo
- Miglior piazzamento in classifica generale: 38ª nel 2021